# Setantops rungweensis
Setantops rungweensis là một loài tò vò trong họ Ichneumonidae.